# Francisco Villarroel
Francisco Villarroel (castellà: Francisco Antonio Villarroel Rodríguez)  (Caracas, 5 de maig de 1965) és un advocat, escriptor, advocat, guionista i productor cinematogràfic veneçolà, conegut per la pel·lícula Dues tardors a París de 2019, que és l'adaptació cinematogràfica de la seva novel·la homònima publicada el 2007.

## Ressenya biogràfica
El 5 de maig de 1965 va néixer a Caracas, Veneçuela. Es va graduar d'advocat a la Universitat Santa Maria, realitzant estudis de postgrau i mestratge a França i Malta. És Doctor i professor Emèrits de la Universitat Marítima del Carib. Durant més de trenta anys es va dedicar a l'exercici del dret i a l'ensenyament universitari publicant llibres de dret marítim i de dret internacional. De l'any 2007 al 2013 va ser President de l' Associació Veneçolana de Dret Marítim i va ser distingit com a Membre Titular del Comitè Marítim Internacional.
L'any 2007 va publicar la seva primera novel·la que va ser portada al cinema Dues tarres a París l'any 2019, que va ser seguida de la seva segona novel·la Tango Bar, publicada l'any 2018. Com a actor, guionista i productor de cinema, ha realitzat les pel·lícules que han estat adaptades de les seves novel·les.

## Premis
- Festival de Cinema Entre Llargs i Curts d'Orient (Millor Productor, 2022)